# Crveni Fićo

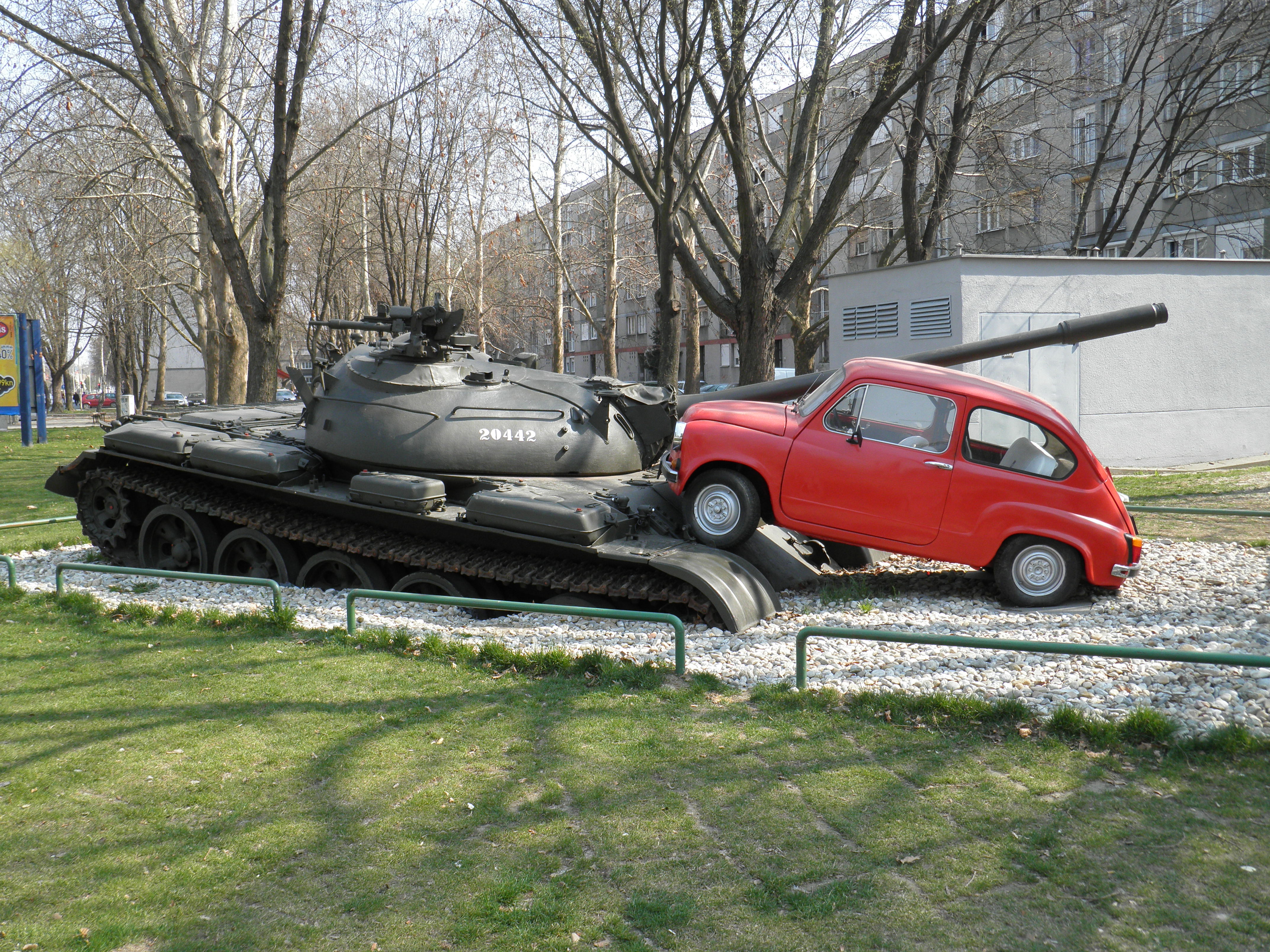
Fotografiado en 2012

Crveni Fićo ('Fićo rojo'), oficialmente Fićo gazi tenka! ('¡Fićo pisotea un tanque!') es un monumento en Osijek, Croacia. Conmemora un incidente al comienzo de la guerra de Croacia, en el que un automóvil Zastava 750 (conocido popularmente en Croacia como Fićo) fue aplastado por un tanque del ejército yugoslavo, evento el cual se convirtió en un símbolo de la resistencia croata. El monumento, inaugurado en 2011, invierte los papeles, mostrando un tanque de batalla T-55 de fabricación soviética aparentemente hundiéndose en el suelo mientras es atropellado por un Zastava 750 rojo.

## Antecedentes
Tras la declaración de independencia de Croacia de Yugoslavia el 25 de junio de 1991, el ejército yugoslavo entró en Osijek el 27 de junio, encontrando poca oposición ya que Croacia no tenía ejército propio. El ciudadano croata Branko Breškić siguió a los tanques yugoslavos que entraban en la ciudad y los adelantó en su Zastava 750 para intentar detener su avance. Breškić detuvo su coche en la intersección de las calles Vukovarska y Trpimira, frente a la columna que avanzaba, y salió del vehículo. El tanque líder era un T-55 conducido por otro croata, Josip Ilić. Su comandante de tanque yugoslavo le ordenó a punta de pistola que pasara por encima del coche vacío y así lo hizo, destruyéndolo. Este fue uno de los primeros ataques de las fuerzas yugoslavas contra civiles en Croacia durante la guerra de Independencia.
Las imágenes del evento fueron grabadas por el reportero Žarko Plevnik y transmitidas a todo el mundo, convirtiéndose en un símbolo de la resistencia croata. Breškić se alistó en el ejército croata y luchó en la guerra, siendo herido varias veces.

## Monumento

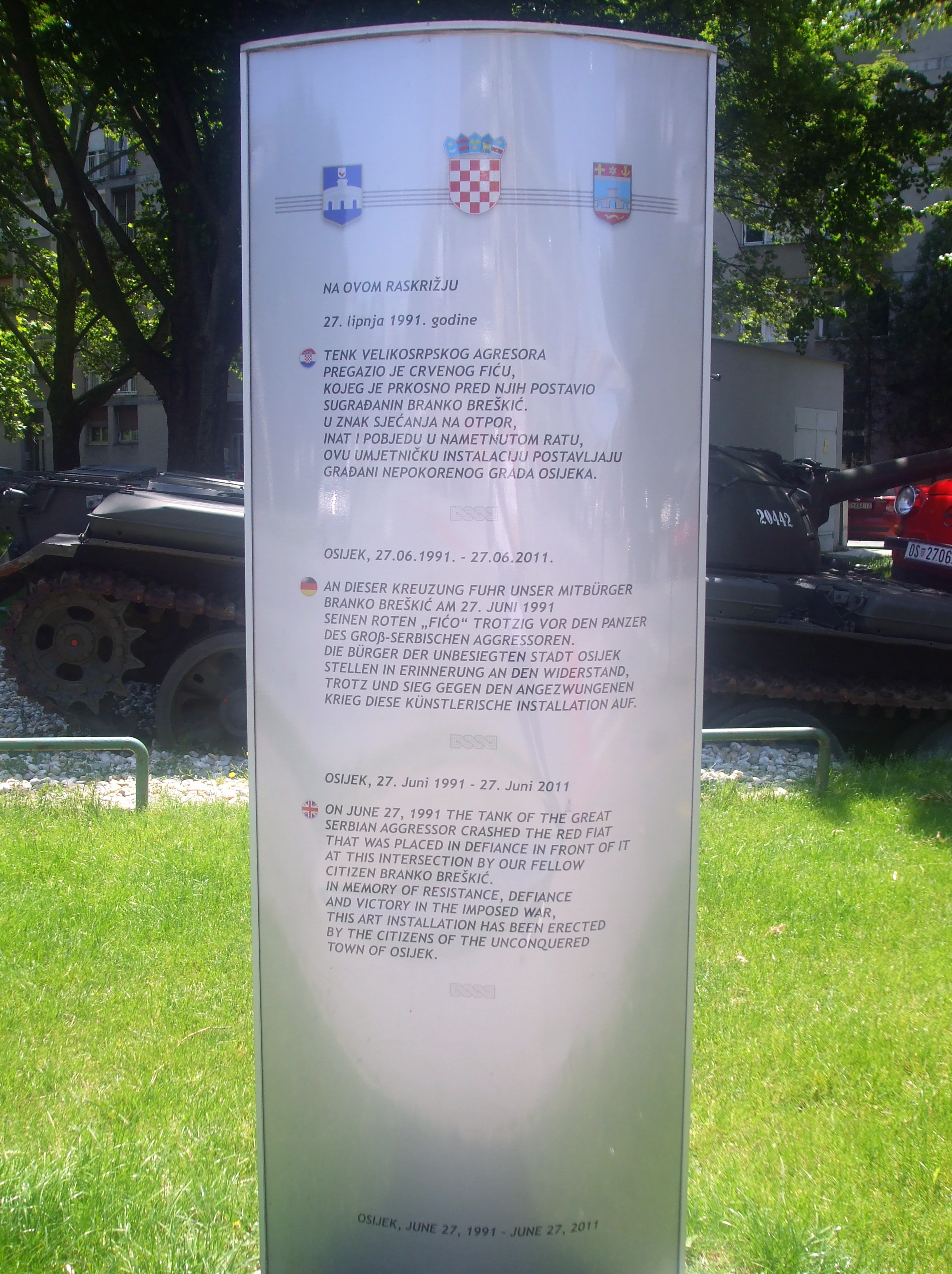
Placa en el sitio.

El monumento fue inaugurado en la intersección el 27 de junio de 2011, en el 20.º aniversario del evento y el Día de los Veteranos de Osijek. La idea de mostrar el triunfo del coche sobre el tanque surgió de un comité de veteranos de guerra. El monumento conmemora la resistencia croata contra Yugoslavia y es un lugar de recuerdo para aquellos que murieron en la guerra. La víspera del Día del Recuerdo de las Víctimas de la Guerra Patria, los residentes encienden velas en el monumento.
En octubre de 2011, el Fićo fue objeto de actos de vandalismo: la ventana trasera quedó rota y el capó abollado; fue reparado y se instalaron cámaras de CCTV en el lugar. Para conmemorar el segundo puesto de la selección de fútbol de Croacia en el Copa Mundial de Fútbol de 2018, el Fićo fue pintado con los cuadros blancos y rojos de la camiseta de la selección nacional.